# Remigio Ragonesi
Remigio Ragonesi (ur. 19 stycznia 1921 w Bagnaia, zm. 22 marca 2000 w Rzymie) – włoski duchowny rzymskokatolicki, biskup pomocniczy diecezji rzymskiej, wicegerent Rzymu.

## Biografia
26 maja 1945 otrzymał święcenia prezbiteriatu.
29 czerwca 1971 papież Paweł VI mianował go biskupem pomocniczym diecezji rzymskiej oraz biskupem tytularnym misenyjskim. 4 września 1971 przyjął sakrę biskupią z rąk wikariusza generalnego Rzymu kard. Angelo Dell’Acqua. Współkonsekratorami byli wicegerent Rzymu abp Ettore Cunial oraz drugi wicegerent Rzymu abp Ugo Poletti.
27 maja 1977 zmieniono jego biskupstwo tytularne na Ferentium.
6 lipca 1991 papież Jan Paweł II mianował go wicegerentem Rzymu oraz awansował go na arcybiskupa tytularnego, pozostawiając na stolicy Ferentium. 19 lipca 1996 abp Ragonesi przeszedł na emeryturę.